# Visual Assist X
Visual Assist X — плагин для Microsoft Visual Studio, разработанный Whole Tomato. В основном данный плагин расширяет работу IntelliSense и подсветку синтаксиса кода. В Visual Assist включены средства рефакторинга и проверки орфографии комментариев. Он также обнаруживает небольшие синтаксические ошибки на этапе набора кода, такие как использование необъявленных переменных.
На февраль 2015 года в Visual Assist X включена поддержка всех версий Microsoft Visual Studio начиная с Visual C++ 6 и заканчивая Visual Studio 2022. Express-версии Visual Studio данный плагин не поддерживает из-за отсутствия в них поддержки плагинов, однако, начиная с Visual Studio 2013, устанавливается на Community версию. Русский язык не поддерживается, но есть возможность загрузки русских словарей для проверки правописания.

## Возможности

### Навигация
Visual Assist позволяет выполнять навигацию более быстрым способом, нежели стандартные инструменты Visual Studio. Среди инструментов навигации, представлены следующие:
- Открытие файла по фильтру
- Поиск символов в решении по фильтру
- Поиск ссылок
- Переход по символу
- Переход к похожим объектам
- Переход к члену класса
- Список функций и методов в файле
- Переход по областям видимости
- Поиск по контексту
- Открытие соответствующего файла (hpp/cpp, aspx/cs)

### Рефакторинг C++
- Вынос выделенного кода в метод
- Изменение сигнатуры функций
- Переименование (функций, классов, переменных)
- Перенос реализации в файл реализации (cpp-файл)
- Генерация декларации функции-члена
- Реализация интерфейса